# Vitrina angelicae
Vitrina angelicae is een slakkensoort uit de familie van de Vitrinidae. De wetenschappelijke naam van de soort is voor het eerst geldig gepubliceerd in 1837 door H. Beck.